# 612. pehotni polk (Wehrmacht)
Za druge 612. polke glejte 612. polk.
612. pehotni polk (izvirno nemško Infanterie-Regiment 612) je bil eden izmed pehotnih polkov v sestavi redne nemške kopenske vojske med drugo svetovno vojno.

## Zgodovina
Polk je bil ustanovljen 15. junija 1941 kot polk 16. vala v WK XII.
20. junija 1941 je bil polk preimenovan v 612. pehotni nadomestni polk, dodeljen 202. pehotni nadomestni brigadi in poslan v Generalno guvernijo.